# Varietet (mineralogi)
Varietet inom mineralogin och gemmologin avser ett minerals olika utseende med avseende på färg, transparens, form eller storlek. Kristallstrukturen är däremot lika mellan mineralets varieteter. Varieteternas kemiska sammansättning kan variera i ringa omfattning men är nominellt lika. Mineralvarieteterna får ofta egna namn. I motsats till varieteter har modifikationer (polymorfi, exempelvis diamant och grafit) olika kristallstruktur och de polymorfa faserna räknas som olika självständiga mineral.
Rubin är en varietet av korund. Korund, Al2O3 är i ren form färglös men om en ringa del av aluminiumet ersätts med kromatomer blir färgen röd och varieteten kallas rubin. Har andra sorters metallatomer såsom järn, titan och/eller vanadin intagit aluminiumets plats fås blå, gul till orange, grön och violett färg som färgstenarna går under namnet safir. 
Även i krysoberyllvarieteten alexandrit är det inlagrad krom som står för färgen som har den egenheten att synas grön idagsljus men röd i glödlampsljus – alexandriteffekt. I krysoberyllvarieteten kattöga är det tunna parallella ihåliga kanaler eller nålar som ger en böljande ljuseffekt.
Kvarts finns i många olika varieteter. I ren och grovkristallin form kallas den bergkristall medan gul eller rödbrun form går under namnet citrin och den violetta är ametist. I mikrokristallin bildning finns enfärgat bandad blåvit kalcedon och flerfärgad agat.